# ميرالكو بولتز
ميرالكو بولتز هو فريق كرة سلة للمحترفين في الفلبين تأسس في سنة 2010 . ينافس في الرابطة الفلبينية لكرة السلة. ويدربه حاليا نورمان بلاك.

## أبرز اللاعبين
من أبرز من مثله:
- إيرل بارون
- براين بوتش
- أندريه إيميت
- تشامبرلين أوجوتشي
- أرينزي أونواكو
- تيم بيكيت
- ماريو ويست
- دارنيل جاكسون
- تيرينس ويليامز